# Embalse de Gorki
El embalse de Gorki (en ruso: Горьковское водохранилище, Gorkovskoye vodojranilishche) es un lago artificial situado en el curso medio del Volga, en Rusia.

## Geografía e historia

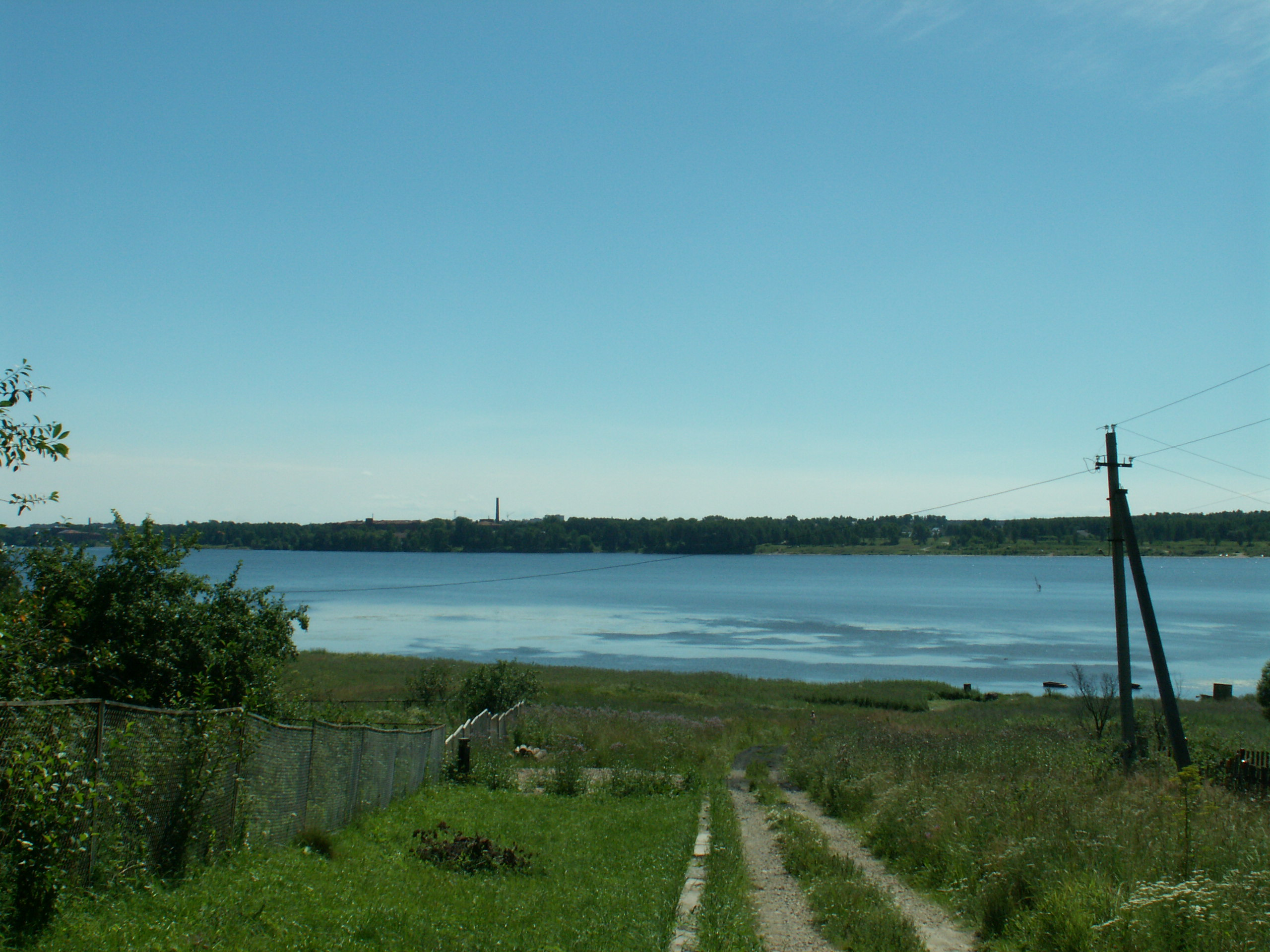
El embalse en Pórozovo

Está formado por una presa y la central hidroeléctrica de Gorki (hoy llamada de Nizhni Nóvgorod), construida en 1955 entre las ciudades de Gorodets y Zavolzhe, que fue llenada entre ese año y 1957. Se extiende sobre 430 km desde la presa de Rybinsk hasta la presa de Gorodets, a través de los óblasts de Yaroslavl, Kostromá, Nizhni Nóvgorod e Ivánovo. El embalse es relativamente estrecho y sigue el lecho natural del Volga en su parte superior, mientras que por debajo de Yúrievets, tiene una anchura de 16 km.
El embalse coge su nombre del nombre de la ciudad de Nizhni Nóvgorod entre 1932 y 1990, Gorki, situada 50 km por debajo de la presa. Al mismo tiempo que ésta, se construyó una ciudad industrial, Zavolzhe, sobre la orilla derecha del río.
La puesta en funcionamiento del embalse obligó al desplazamiento de varios pueblos y ciudades, como Chkalovsk.